# Supermarine Seafang
Supermarine Seafang là một mẫu thử máy bay tiêm kích của Anh, do hãng Supermarine thiết kế, nó trang bị động cơ Rolls-Royce Griffon.

## Biến thể
Type 382 Seafang F.31
Type 396 Seafang F.32

## Quốc gia sử dụng
Anh Quốc
- Không quân Hải quân Hoàng gia

## Tính năng kỹ chiến thuật (Seafang 32)
Dữ liệu lấy từ The British Fighter since 1912, British Naval Aircraft since 1912 

Đặc điểm tổng quát
- Chiều dài: 34 ft 1 in (10,39 m)
- Sải cánh: 35 ft 0 in (10,67 m)
- Chiều cao: 12 ft 6½ in (3,82 m)
- Diện tích cánh: 210 ft² (19,5 m²)
- Trọng lượng rỗng: 8.000 lb (3.636 kg)
- Trọng lượng có tải: 10.450 lb (4.750 kg)
- Động cơ: 1 × Rolls-Royce Griffon 89, 2.350 hp (1.755 kW)

 Hiệu suất bay 
- Vận tốc cực đại: 413 kn (475 mph, 765 km/h)
- Tầm bay: 342 nmi (393 mi, 633 km)
- Trần bay: 41.000 ft (12.500 m)
- Vận tốc lên cao: 4.630 ft/phút (23,5 m/s)
- Tải trên cánh: 49,8 lb/ft² (243 kg/m²)
- Công suất/trọng lượng: 0,188-0,225 hp/lb (W/kg)

Trang bị vũ khí

- 4 × pháo Hispano Mk V 20 mm (.79 in),
- 2 × quả bom 1.000 lb (454 kg) hoặc 4 × rocket 60 lb (27 kg).